# Stazione di Hermannstraße
La stazione di Hermannstraße è una stazione ferroviaria posta sulla Ringbahn di Berlino; è servita dai soli treni della S-Bahn.

## Movimento
La stazione è servita dalle linee S 41, S 42, S 45, S 46 e S 47 della S-Bahn.

## Interscambi
- Fermata metropolitana (Hermannstraße, linea U 8)[1]
- Fermata autobus